# 史高
史高（？—前42年），字子長，鲁国人，西汉时官员、外戚。
汉宣帝祖母史良娣的哥哥史恭的长子（宣帝表叔）。史高开始为侍中，前66年，史高因检举霍禹，而封乐陵侯。前49年，汉宣帝临终，他和萧望之、周堪作为宣帝的托孤之臣。为大司马、车骑将军，领尚书事。史高辅政五年，前43年，向汉元帝乞骸骨，汉元帝赐安车驷马、黄金，致仕回家。前42年，史高去世，谥号安（乐陵安侯）。子史丹。

## 亲属
- 父亲：史恭
- 母亲：□氏
- 二弟：史曾
- 三弟：史玄
- 妻子：□氏
- 长子：史术，儿媳：□氏
- 次子：史丹，儿媳：□氏